# Xã Fawn Creek, Quận Montgomery, Kansas
Xã Fawn Creek (tiếng Anh: Fawn Creek Township) là một xã thuộc quận Montgomery, tiểu bang Kansas, Hoa Kỳ. Năm 2010, dân số của xã này là 2.025 người.